# Masallı
Masallı est le chef-lieu du raion de Masallı, dans le sud-est de l'Azerbaïdjan.